# Dauendorf
Dauendorf je občina v departmaju Bas-Rhin francoske regije Alzacija.
Leta 1990 je v občini živelo 1 372 oseb oz. 180 oseb/km².